# Herb Gamprin

Herb Gamprin.

Herb Gamprin – jeden z symboli gminy Gamprin w postaci herbu nadany przez księcia Franciszka Józefa II w 1958 roku.
Herb stanowi błękitna tarcza z dwiema srebrnymi różami, które nawiązują do herbu możnego rycerza rezydującego w Gamprin w XII wieku – Rüdigera von Limpach, przecięta z prawej na skos złotą falbaną, symbolizującą Ren.